# Đội tuyển bóng chuyền nam quốc gia Maroc
Đội tuyển bóng chuyền nam quốc gia Maroc là đội bóng đại diện cho Maroc tại các cuộc thi tranh giải và trận đấu giao hữu bóng chuyền nam ở phạm vi quốc tế. Đội tuyển hiện đang xếp vị trí thứ 95 trên bảng xếp hạng của FIVB tính đến thời điểm tháng 7 năm 2017.